# Mintonophis pakistanica
Mintonophis pakistanica är en ormart som beskrevs av Mertens 1959. Mintonophis pakistanica är ensam i släktet Mintonophis som ingår i familjen Homalopsidae. IUCN kategoriserar arten globalt som livskraftig.
Artens utbredningsområde är Pakistan. Inga underarter finns listade i Catalogue of Life. Arten vistas ofta i dammar och andra vattenansamlingar.
Mintonophis pakistanica är med en längd av mellan 0,75 och 1,5 meter en medelstor orm. Den äter främst fiskar och groddjur. Ormen är aktiv på dagen och vilar i leran intill vattnet. Den håller under vintern dvala. Honor föder levande ungar (ovovivipari).